# Isola di Smeaton
L'isola di Smeaton (Smeaton Island) fa parte dell'arcipelago Alessandro, nell'Alaska sud-orientale (Stati Uniti d'America). Amministrativamente appartiene alla Borough di Ketchikan Gateway. L'isola si trova all'interno della Tongass National Forest e del parco nazionale Misty Fiords National Monument.

## Storia
L'isola è stata nominata nel 1879 da W. H. Dall del Coast and Geodetic Survey; il nome deriva dalla vicina baia di Smeaton (Smeaton Bay).

## Geografia
L'isola si trova nel canale di Behm (Behm Canal); è lunga 7,2 km, larga 2,6 km ed ha una elevazione di 191 metri.

### Masse d'acqua
Intorno all'isola sono presenti le seguenti masse d'acqua:
- Lato est e sud: canale di Behm (Behm Canal)[5] 55°56′13″N 131°11′18″W.
- Lato ovest: baia di Princess (Princess Bay)[6] 55°21′43″N 131°00′17″W.
- Lato nord: Short Pass - Divide l'isola dal promontorio Wasp (Wasp Point)[7] 55°23′00″N 130°59′14″W,  situato nell'isola di Revillagigedo.

### Promontori
Sull'isola sono presenti alcuni promontori (da nord in senso orario):
- Promontorio di Harding (Harding Point)[8] 55°22′49″N 130°56′59″W - L'elevazione del promontorio, che si trova di fronte all'isola di Candle (Clandle island), è di 6 metri.
- Promontorio di Whale (Whale Point)[9] 55°20′25″N 130°55′50″W - L'elevazione del promontorio è di 20 metri.
- Promontorio di Harris (Harris Point)[10] 55°19′10″N 130°57′48″W - L'elevazione del promontorio, che si trova all'estremo sud dell'isola, è di 24 metri.